# Philippe Besson

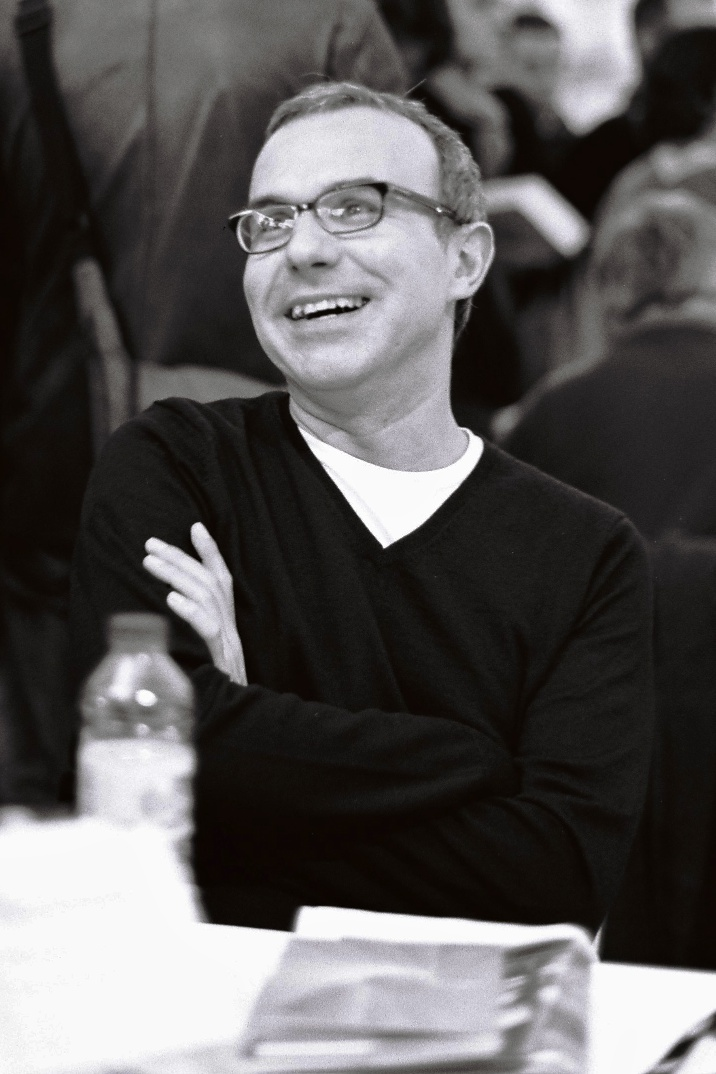
Philippe Besson

Philippe Besson (Barbezieux-Saint-Hilaire, 29 januari 1967) is een Frans schrijver, dramaturg, literatuurcriticus en tv-animator.

## Levensloop
Zijn vader was onderwijzer en zijn moeder notarisklerk.
Hij haalde diploma's aan de École supérieure de commerce in Rouen en behaalde een licentiaat in sociaal recht. Vanaf 1989 woonde hij in Parijs en werkte er als jurist en leraar sociaal recht.
Hij was gedurende vijf jaar de rechterhand van Laurence Parisot, als directeur human resources, vervolgens secretaris-generaal van het Institut français d'opinion publique. Daarna in dezelfde functie bij T-Online France. 
In 1999 schreef hij zijn eerste roman, En l'absence des hommes, in 2001 uitgegeven bij Julliard. Het werk kende succes.
In 2001 publiceerde hij de roman Son frère, die in 2003 door Patrice Chéreau verfilmd werd. Deze film ontving de Zilveren Beer op het festival van Berlijn.
Na nog een paar succesvolle boeken te hebben gepubliceerd, besliste hij om zich voltijds aan het schrijven te wijden.

## Politiek
In 2007 was hij een van de 150 ondertekenaars die opriep om bij de presidentsverkiezingen te stemmen voor Ségolène Royal.
In 2011 steunde hij de actie van de vereniging Isota voor het huwelijk onder en de adoptie van kinderen door homoseksuelen.
Bij de presidentsverkiezingen van 2017 steunde hij Emmanuel Macron en nam aan verkiezingsmeetings deel. Hij was aanwezig op de door Macron in La Rotonde georganiseerde bijeenkomst voor vrienden en medewerkers, na de eerste ronde van de verkiezingen. Hij schreef een verhaal over het onwaarschijnlijke avontuur van Emmanuel M.

## Publicaties
- En l'absence des hommes, Parijs, éd. Éditions Julliard, 2001, ISBN 2-260-01564-6. Nederlandse vertaling: Bij afwezigheid van mannen. Vertaald door Théo Buckinx. Ambo, Amsterdam, 2002. ISBN 9789026319235
- Son frère, Parijs, Parijs, éd. Julliard, 2001, ISBN 2-260-01586-7. Nederlandse vertaling: Zijn broer. Vertaald door Théo Buckinx. Ambo, Amsterdam, 2004. ISBN 9789026317538 — Op het eiland Ré verzorgt Lucas Andrieu zijn broer Thomas, tijdens zijn laatste levensdagen.
- L'Arrière-saison, Parijs, éd. Julliard, 2002, ISBN 2-260-01610-3. Nederlandse vertaling: Nazomer. Vertaald door Théo Buckinx. Ambo, Amsterdam, 2003. ISBN 9789026318139 — Op een zondagnamiddag tegen het einde van de zomer wacht Louise Norman op Norman met wie ze een avontuurtje is aangegaan in Cape Cod bij Boston.
- Un garçon d'Italie, Parijs, éd. Julliard, 2003, ISBN  2-260-01642-1.
- Les Jours fragiles, Parijs, éd. Julliard, 2004, ISBN 2-260-01641-3. Nederlandse vertaling: Breekbare dagen. Vertaald door Théo Buckinx. Ambo, Amsterdam, 2005. ISBN 9789026318993
- Un instant d'abandon, Parijs, éd. Julliard, 2005, ISBN 2260016812. Nederlandse vertaling: Een onbewaakt ogenblik. Vertaald door Martine Woudt. Ambo, Amsterdam, 2006. ISBN 9789026319396
- L'Enfant d'octobre, Parijs, Éditions Grasset, 2006 (affaire Gregory), ISBN 2246678617.
- Se résoudre aux adieux, Parijs, éd. Julliard, 2007, ISBN 978-2260017264. Nederlandse vertaling: Verzoening. Vertaald door Martine Woudt. Anthos, Amsterdam, 2008. ISBN 9789041412379 — Kroniek van een onbeantwoorde liefde.
- Un homme accidentel, Parijs, éd. Julliard, 2008, ISBN 978-2260017417.
- La Trahison de Thomas Spencer, Parijs, éd. Julliard, 2009, ISBN 2-260-01770-3.
- Retour parmi les hommes, Parijs, éd. Julliard, 2011, ISBN 2260018572.
- Une bonne raison de se tuer, Parijs, éd. Julliard, 2012, ISBN 978-2260020035.
- De là, on voit la mer, Parijs, éd. Julliard, 2013, ISBN 2-260-02070-4.
- La Maison atlantique, Parijs, éd. Julliard, 2014, ISBN 2260019153.
- Un tango en bord de mer, Parijs, éd. Julliard, 2014, ISBN 2260022014.
- Vivre vite, Parijs, éd. Julliard, 2015, ISBN 2260023967 — biografie van James Dean in romanvorm.
- Les Passants de Lisbonne, Parijs, éd. Julliard, 2016, ISBN  2260029205.
- Arrête avec tes mensonges, Parijs, éd. Julliard, 2017, ISBN 978-2260029885 Nederlandse vertaling: Lieg met mij. Vertaald door Martine Woudt. De Bezige Bij, Amsterdam, 2020. ISBN 9789403186108 — Autobiografische roman, deel 1.
- Un personnage de roman, Parijs, Ed. Julliard, 2017, ISBN 978-2260030072.
- Un certain Paul Darrigrand, Paris, Julliard, janvier 2019, ISBN 979-1036602658 — Autobiografische roman, deel 2.
- Dîner à Montréal, Parijs, Ed. Julliard, 2019, ISBN 978-2260053170 — Autobiografische roman, deel 3.
- Le Dernier enfant, Parijs, Ed. Julliard. 2021. ISBN 978-2260054672. Nederlandse vertaling: Het laatste kind. Vertaald door Martine Woudt. De Bezige Bij, Amsterdam, 2021. ISBN 9789403132211

## Filmscenario's
Philippe Besson heeft meegewerkt aan verschillende scenario's:
- 2003: adaptatie van zijn roman Son frère, met Patrice Chéreau.
- 2009: Mourir d'aimer, met Josée Dayan.
- 2010: La Mauvaise Rencontre, met Josée Dayan.
- 2011: Raspoutine met Josée Dayan.
- 2012: Nos retrouvailles, met Josée Dayan.
- 2012: La Solitude du pouvoir, met Josée Dayan.
- 2013: Le Clan des Lanzac',' met Josée Dayan.
- 2014: Entre vents et marées, met Josée Dayan.

## Televisie
Op de zender Paris Première was hij literatuurcriticus. Vervolgens animeerde hij de uitzending Paris Dernière (2010-2013).
In 2014 realiseerde hij de documentaire Homos, la haine op France 2.
Vanaf oktober 2016 animeerde hij met Elizabeth Tchoungui, de politieke uitzending Menu Président op de zender Numéro 23. 

## Radio
In 2008 werd hij literatuurcriticus op est Europe 1 in de uitzending Y en aura pour tout le monde.
Vanaf 2012 nam hij regelmatig deel aan de uitzending On refait le monde van Marc-Olivier Fogiel op RTL.

## Pers
In 2013 en 2014 realiseerde hij uitgebreide gesprekken met personaliteiten voor Le Parisien.
Vanaf september 2015 schreef hij een wekelijkse spitse kroniek onder de titel "La salle d'attente de Philippe Besson" in Les Echos.

## Prijzen
- 2001: Prijs Emmanuel-Roblès, voor En l'absence des hommes.
- 2001: Prijs eerste roman van het departement Sarthe, voor En l'absence des hommes.
- 2003: Grote Prijs RTL, voor L'Arrière-saison.
- 2017: Prijs van de psychologische roman, voor Arrête avec tes mensonges
- 2017: Finaliste van de Prix Blù Jean-Marc Roberts voor Arrête avec tes mensonges.
- 2017: Prijs Maison de la Presse, voorArrête avec tes mensonges.

## Theater
- L'Arrière-saison (2004).
- Les Jours fragiles (2006).
- Un tango en bord de mer (2014).